# أدوات بينغ لأصحاب المواقع
أدوات مشرفي محركات البحث بينج (بالإنجليزية: Bing Webmaster Tools)‏ (كانت تسمى سابقا مركز مشرفي محركات البحث بينج Bing Webmaster Center) وهي خدمة مجانيه وجزئية من محرك بحث ميكروسوفت بينج والتي تسمح باضافة المواقع الالكترونية لفهارس بينج عن طريق الزاحف crawler مثل bingbot . الخدمة تعرض أيضا ادوات للمشرفين لاستكشاف الخلل والاخطاء للزواحف والفهرسة الخاطئة للمواقع التي يشرفون عليها، وانشاء خريطة موقع sitemap , واستخدام ادوات التسليم submission والاختبار Ping , وإحصاءات الموقع، وتعزيز تقديم المحتوى، واضافة موارد ومحتويات جديده للمجتمع 

## الميزات
بينغ (أو بينج) لمركز مشرفي محركات البحث (على الموقع) يحتوي على الأدوات والخصائص التالية لدعم أصحاب المواقع للوصول إلى البيانات وإدارة المواقع على بنج:
- الزحف Crawl issues : يتيح للمشرفي على المواقع بينغ اكتشاف المشاكل المحتملة على مواقعها على شبكة الإنترنت مثل ملف لم يتم العثور عليه (الخطا 404) والمنع بواسطة المستودعات والعناوين الطويلة الديناميكية (محدد مواقع الموارد الموحدة URLs) وانواع المحتويات الغير مدعومة.
- البيانات ذات الوصلات للعودة Backlink data : يتيح للمشرفي على المواقع بينغ للوصول للبيانات عن الوصلات المرجعية (الوصلات المرجعية او المرتد هي وصلات لموارد موقع الكتروني من موقع اخر، الموارد يمكن ان يكون صفحة ويب أو دليل مواقع الويب أو غيرها) , بعض هذه الميزات تم اخذها من مكتشف ياهو (الذي تم دمجه مع بينغ) .[1]
- التصفية المتقدمة Advanced filtering : يتيح للمشرفي على المواقع بينغ برؤية النواتج بصورة سريعة وعلى شكل تقارير عن مواقعهم بتركيز على البيانات التي يحتاجونها.
- تنزيل البيانات Data download : يتيح للمشرفي على المواقع بينغ من الوصول لأول 1000 ناتج من ملف CVS لتحليلها (CVS هو ملف بقيم مفصولة بفواصل مستخدم لرفع وتنزيل تقارير عن قواعد البيانات) .
- ادوات البحث عن الكلمات المفتاحية Keyword search tool : يتيح للمشرفي على المواقع بينغ من اكتشاف كلمات مفتاحية جديدة.
- مؤكدات الصحة ملف روبوت Robots.txt validator : يتيح للمشرفي على المواقع بينغ بالتاكد من التوافق لاكواد ملف روبوت مع المتطلبات القياسية.
- مؤكدات الصحة العلامات Markup validator : يتيح للمشرفي على المواقع بينغ بالتاكد من التوافق لاكواد الموقع مع المتطلبات القياسية لرابطة الشبكة العالمية W3C .
- خريطة الموقع Sitemaps : يتيح للمشرفي على المواقع بينغ بمعرفة ورؤية صحة خريطة الموقع .
- وصلات إلى الخارج Outbound links : يتيح للمشرفي على المواقع بينغ برؤية الوصلات الخارجية للموقع.